# Fiona Rides Out
Fiona Rides Out è un videogioco con protagonista una tipica strega con cappello a punta e scopa volante, pubblicato nel 1985 per Commodore 64 dalle editrici britanniche Viper Software e Interceptor Software. 
L'edizione Viper include sul lato B della cassetta una riedizione di Daredevil Dennis del 1984.

## Modalità di gioco
Il giocatore controlla la strega Fiona intenta a recuperare i propri poteri, rappresentati dai propri attrezzi del mestiere, completando 12 livelli con due tipi di meccaniche di gioco che si alternano.
Nei livelli dispari Fiona vola sulla scopa sopra un paesaggio medievale notturno, a scorrimento orizzontale continuo verso destra. Può sparare fulmini verso destra e deve eliminare o evitare vari tipi di pericoli volanti come altre streghe, fulmini lanciati da nuvole, fantasmi. L'obiettivo è solo arrivare alla fine del percorso.
Nei livelli pari, ambientati in luoghi lugubri come il cimitero e la cucina delle streghe, la schermata è fissa con piattaforme e Fiona si muove a piedi con la possibilità di levitare, ma non di stare ferma in aria. Nemici vari, come scheletri, fantasmi, mani e piedi mozzati, pipistrelli arrivano in continuazione e Fiona li può colpire sparando fulmini in orizzontale. I nemici distrutti rilasciano un luccichio che può essere raccolto e portato in un calderone. Quando si raggiunge una quantità sufficiente di magia, rappresentata dall'indicatore numerico spell, appare uno degli attrezzi di Fiona sopra il calderone e il livello è completato.
La magia rappresenta anche l'energia di Fiona, e cala al contatto con i pericoli in entrambi i tipi di livelli. Se l'energia scende a zero Fiona viene spedita all'inferno e il gioco si sposta in un'apposita schermata di caverne infuocate. Qui Fiona vola sulla scopa, ma non ha armi, e deve raggiungere l'uscita senza toccare neanche una volta le pareti, la lava o i diavoli. Se ci riesce ritorna al gioco normale senza penalità, altrimenti perde una vita.
Il tema musicale è la Fantasia e fuga in sol minore di Johann Sebastian Bach.
Per ogni livello completato si ottiene a video una parte del testo di una poesia tratta dall'opera Ruddigore.